# Gregory Best
Gregory Alan Best (conocido como Greg Best; Lynchburg, 23 de julio de 1964) es un jinete estadounidense que compitió en la modalidad de salto ecuestre.
Participó en los Juegos Olímpicos de Seúl 1988, obteniendo dos medallas de plata, en las pruebas individual y por equipos (junto con Lisa Ann Jacquin, Anne Kursinski y Joseph Fargis). Ganó una medalla de plata en los Juegos Panamericanos de 1987, en la prueba por equipos.

## Palmarés internacional
| Juegos Olímpicos     | Juegos Olímpicos              | Juegos Olímpicos | Juegos Olímpicos |
| Año                  | Lugar                         | Medalla          | Categoría        |
| -------------------- | ----------------------------- | ---------------- | ---------------- |
| 1988                 | Seúl (Corea del Sur)          | Medalla de plata | Individual       |
| 1988                 | Seúl (Corea del Sur)          | Medalla de plata | Por equipos      |
| Juegos Panamericanos |                               |                  |                  |
| Año                  | Lugar                         | Medalla          | Categoría        |
| 1987                 | Indianápolis (Estados Unidos) | Medalla de plata | Por equipos      |